# アルテム・ベセディン
アルテム・ベセディン（Artem Besyedin 、1996年3月31日 - ）は、ウクライナ・ハルキウ出身の同国代表プロサッカー選手。FCオルダバス所属。ポジションはFW。

## 経歴
地元クラブであるFCメタリスト・ハルキウの下部組織を経て、2012年にFCディナモ・キーウのアカデミーに入団。
2015年3月3日、ユース時代を過ごしたFCメタリスト・ハルキウに期限付き移籍。3月7日のFCシャフタール・ドネツク戦でプロデビューを果たした。

## 代表歴
年代別ウクライナ代表ではUEFA U-19欧州選手権2014、2015 FIFA U-20ワールドカップなどに参加した。
2016年11月にフル代表初招集。11月15日のセルビア代表戦でフル代表デビューを果たした。2019年11月17日、2018 FIFAワールドカップ・ヨーロッパ予選のフィンランド代表戦で代表初ゴールを決めた

### 代表戦での得点
2019年11月17日現在
| No | 開催日         | 会場                                 | 対戦国       | 得点 | 結果 | 大会                        |
| -- | -------------- | ------------------------------------ | ------------ | ---- | ---- | --------------------------- |
| 1. | 2017年6月11日  | タンペレーン・スタディオン           | フィンランド | 2–1  | 2–1  | 2018 FIFAワールドカップ予選 |
| 2. | 2019年11月17日 | スタディオン・ツルヴェナ・ズヴェズダ | セルビア     | 2–2  | 2–2  | UEFA EURO 2020予選          |

## タイトル
ディナモ・キエフ
- ウクライナ・プレミアリーグ: 2015-16, 2020-21
- ウクライナ・カップ: 2019-2020, 2020-21
- ウクライナ・スーパーカップ: 2016, 2018, 2019, 2020

オモニア・ニコシア
- キプロス・カップ: 2022-23